# کلیسای اسن آلتندورف

## پیشینه
اعضای کلیسای افانگلیش اسن-وست در اواخر دهه ۶۰ میلادی تصمیم به برگذاری کانون شادی برای کودکان کلیسا در اسن-آلتندورف می‌گیرند. در ابتدای دهه ۷۰ میلادی خادمین این کانون شادی تصیم به پایه‌گذاری یک کلیسای جدید می‌گیرند و در نهایت اولین جلسه کلیسای در سال ۱۹۷۳ با حضور ۲۵ نفر در خانه یکی از خادمین برگزار می‌شود. نهایتاً در سال ۱۹۸۰ به علت شمار زیاد اعضا و افرادی که جذب کلیسا شده بودند خادمین تصمیم به خرید ساختمان کنونی کلیسا گرفتند. از آن زمان کلیسا با فیض و قوت خداوند به رشد خود در ایمان ادامه می‌دهد. تعداد اعضای کلیسای اسن آلتندورف هم‌اکنون ۶۰۰ نفر است و این کلیسا بزرگترین کلیسای آزاد افانگلیش در ایالت نوردراین وستفالن در کشور آلمان می‌باشد.

## اعتقاد نامه مسیحی (نیقیه)
اعتقاد نامه سندی است که در آن اصول اعتقادات کلیسایی به شکلی کلی مطرح می‌شود. اعتقاد نامه نیقیه نخستین سندی است در تاریخ کلیسا که در آن معتقدات مسیحی درح شده‌است.
ما ایمان داریم به خدای یکتا پدر قادر مطلق، آفریدگار آسمان و زمین، و هر آنچه پیدا و ناپیداست؛ و به خداوند یکتا عیسای مسیح، پسر یگانه خدا مولود ازلی پدر.
او خداست از خدا، نور از نور، خدای راستین از خدای راستینکه زاده شده و آفریده نشده‌است، هم‌ذات با پدر؛ و از طریق او همه چیز هستی یافت.
برای ما آدمیان و برای نجات ما از آسمان فرود آمد. به قدرت روح‌القدس از مریم عذرا تن گرفت و انسان گردید؛ و در زمان پنطیوس پیلاطس برای ما مصلوب شد، رنج کشید مرد و مدفون گشت، و بر حسب کتاب‌مقدس، روز سوم رستاخیز نمود و به آسمان صعود کرد و به دست راست پدر نشسته‌است و بار دیگر در جلال خواهد آمد تا زندگان و مردگان را داوری کند و سلطنتش را پایان نخواهد بود.
ما ایمان داریم به روح‌القدس که خداوند و بخشنده حیات است که از پدر [و پسر] صادر می‌گردد؛ و او را با پدر و پسر یک پرستش و یک جلال است.
روح القدس از طریق پیامبران با ما سخن گفته‌است. ما ایمان داریم به کلیسا که یکتا، مقدس، همگانی، و رسولی است؛ و اعتقاد داریم به یک تعمید برای آمرزش گناهان. ما رستاخیز مردگان و زندگی جهان آینده را در انتظاریم.